# 홋카이도 교육대학
홋카이도 교육대학(일본어: 北海道教育大学 홋카이도쿄이쿠다이가쿠[*], Hokkaido University of Education)은 일본의 국립 대학이다. 대학 본부는 홋카이도 삿포로시 기타구에 있다.

## 연혁
홋카이도 교육대학은 1949년에 홋카이도 제1 사범학교 (본부: 삿포로 시), 홋카이도 제2 사범학교 (하코다테시), 홋카이도 제3 사범학교 (아사히카와시), 홋카이도 청년 사범학교 (이와미자와시)를 통합하여 홋카이도 학예대학(北海道學藝大學)이라는 이름으로 설립되었다. 구 사범학교들이 각각 교육대학의 분교가 되어, 구시로 분교가 새로 설립되었다.
- 1949년 : 홋카이도 학예대학 발족.
- 1966년 : 홋카이도 교육대학으로 개칭.
- 1987년 : 삿포로 분교가 현재의 캠퍼스로 이전.

이하, 홋카이도 교육대학에 통합된 구 학교들의 연혁이다.
- 1877년 : 소학과 수업 전습 생도 교장(小學科授業傳習生徒敎場) 설립.
- 1879년 : 교원 속성과로 개칭.
- 1882년 : 사범 속성과로 개칭.
- 1883년 : 현립 삿포로 사범학교(縣立札幌師範學校)로 개칭.
- 1886년 1월 : 청립 삿포로 사범학교(廳立札幌師範學校)로 개칭.
- 1886년 9월 : 홋카이도 사범학교로 개칭.
- 1887년 : 홋카이도 심상 사범학교로 개칭.
- 1898년 : 홋카이도 사범학교로 개칭.
- 1914년 : 홋카이도 삿포로 사범학교로 개칭.
- 1940년 : 남자 사범학교와 여자 사범학교가 분리.
- 1943년 : 남자 사범학교를 여자 사범학교와 통합. 관립(국립) 홋카이도 제1 사범학교로 승격.
- 1949년 : 홋카이도 학예대학 삿포로 분교가 됨.

- 1876년 : 소학 교과 전습소(小學敎科傳習所) 설립.
- 1880년 : 관립 하코다테 사범학교(官立函館師範學校)로 개칭.
- 1882년 : 현립 하코다테 사범학교(縣立函館師範學校)로 개칭.
- 1886년 1월 : 청립 하코다테 사범학교(廳立函館師範學校)로 개칭.
- 1886년 9월 : 홋카이도 사범학교 하코다테 분교로 개칭.
- 1914년 : 홋카이도 하코다테 사범학교로 개칭.
- 1943년 : 관립 홋카이도 제2 사범학교로 승격.
- 1949년 : 홋카이도 학예대학 하코다테 분교가 됨.

- 1923년 : 홋카이도 아사히카와 사범학교 설립.
- 1943년 : 관립 홋카이도 제3 사범학교로 승격.
- 1949년 : 홋카이도 학예대학 아사히카와 분교가 됨.

- 1923년 : 청립 실업보습학교 교원 양성소(廳立實業補習學校敎員養成所) 설립.
- 1935년 : 청립 청년학교 교원 양성소(廳立靑年學校敎員養成所)로 개칭.
- 1943년 : 관립 홋카이도 청년 사범학교로 승격.
- 1949년 : 홋카이도 학예대학 삿포로 분교 이와미자와 분교장이 됨.
  - 1954년, 이와미자와 분교로 개칭.

## 캠퍼스
- 삿포로(札幌) 캠퍼스:
- 홋카이도 삿포로시 기타구 아이노사토 5조 3-1-3.
- 하코다테(函館) 캠퍼스:
- 홋카이도 하코다테시 하치만초(八幡町) 1-2.
- 아사히카와(旭川) 캠퍼스:
- 홋카이도 아사히카와시 호쿠몬초(北門町) 9.
- 구시로(釧路) 캠퍼스:
- 홋카이도 구시로시 시로야마(城山) 1-15-55.
- 이와미자와(岩見澤) 캠퍼스:
- 홋카이도 이와미자와시 미도리가오카(緑が丘) 2-34-1.

## 조직

### 학부
- 교육학부
  - 삿포로 캠퍼스: 교원양성과정
  - 하코다테 캠퍼스: 인간 지역 과학 과정
  - 아사히카와 캠퍼스: 교원양성과정
  - 구시로 캠퍼스: 교원양성과정
  - 이와미자와 캠퍼스: 예술과정, 스포츠 교육 과정

### 대학원
- 교육학 연구과 (석사 과정, 전문직 학위 과정)

### 부속기관
- 도서관
- 국제 교류/협력 센터
- 학교/지역 교육 연구 지원 센터
- 부속 학교
  - 초등학교: 삿포로, 하코다테, 아사히카와, 구시로
  - 중학교: 삿포로, 하코다테, 아사히카와, 구시로
  - 특별지원학교: 하코다테
  - 유치원: 하코다테, 아사히카와